# Phloeophila yupanki
Phloeophila yupanki är en orkidéart som först beskrevs av Carlyle August Luer och Roberto Vásquez, och fick sitt nu gällande namn av Alec M. Pridgeon och Mark W. Chase. Phloeophila yupanki ingår i släktet Phloeophila och familjen orkidéer. Inga underarter finns listade i Catalogue of Life.